# Friesack
Friesack è una città di 2 555 abitanti del Brandeburgo, in Germania.

Appartiene al circondario della Havelland ed è amministrata dall'Amt Friesack.

## Geografia antropica

### Suddivisioni amministrative
Friesack si divide in 3 zone, corrispondenti all'area urbana e a 2 frazioni (Ortsteil):
- Friesack (area urbana)
- Wutzetz
- Zootzen

## Amministrazione

### Gemellaggi
- Nümbrecht
- Parchowo